# Karel Maxmilián ze Seilern-Aspangu
Karel Maxmilián hrabě ze Seilern-Aspangu (německy Karl Maxmilian Josef Johann Nepomuk Alexander Graf von Seilern und Aspang, 26. února 1825 Vídeň – 20. října 1905 Kalksburg) byl politik a velkostatkář z rakouského šlechtického rodu Seilern-Aspangů usazeného od 18. století na Moravě. Zatímco v 18. století se Seilernové uplatňovali ve státních službách a u dvora, Karel Maxmilián se svým starším bratrem Josefem Františkem (1823–1868) patřil již ke generaci, která přesunula aktivity na Moravu.

## Biografie

### Kariéra a veřejná činnost
Narodil se ve Vídni jako druhorozený syn hraběte Josefa Augusta ze Seilern-Aspangu (1793–1861) a jeho první manželky hraběnky Marie Leopoldiny (1800–1828) z významného uherského rodu Zichyů. Podle jiného zdroje byl druhorozeným synem Josefa ze Seilernu a jeho druhé manželky Antonie von Krosigk, jedná se však o nepřesnost, protože Josef ze Seilernu uzavřel druhé manželství až v roce 1830. Starší bratr Karla Maxmiliána Josef František ze Seilern-Aspangu (1823–1868) byl také aktivní v politice též zasedal na zemském sněmu.
Studoval na Tereziánské akademii ve Vídni, odmaturoval na gymnáziu v Kroměříži a nakonec dokončil studium práv na Univerzitě v Innsbrucku. Poté sloužil v armádě, kde dosáhl hodnosti c. k. nadporučíka, později krátce působil v diplomacii (Konstantinopol). Zároveň se již v mládí dostal ke správě rodového majetku (Starý Jičín, Přílepy, Žeranovice) a jím spravované statky byly dávány za vzor i v zahraničí. Zabýval se mimo jiné chemickým ošetřováním zemědělských plodin a na toto téma publikoval. Arcivévoda František Ferdinand d'Este mu svěřil vedení svého alodiálního panství Chlum u Třeboně se Staňkovem a Hamrem.
Tematice zemědělství se věnoval též jako poslanec Moravského zemského sněmu (1863–1867 a 1873–1878). V roce 1881 byl jmenován doživotním členem rakouské Panské sněmovny, dále byl c. k. komořím a tajným radou. Proslul mimo jiné horlivou podporou katolické církve.
V Panské sněmovně patřil k pravici.

### Rodina a majetkové poměry
21. října 1849 se oženil s hraběnkou Marií Aloisií z Hardeggu (1831–1919), dědičkou velkostatku Milotice. Fakticky se toto panství dostalo do majetku Seilernů v roce 1888. V roce 1852 provedl rozsáhlou přestavbu staré tvrze v Přílepích u Holešova na reprezentativní zámek. Další přestavbou, kterou Karel Maxmilián realizoval v roce 1885, pak tento zámek získal dnešní podobu. Podobně uskutečnil v roce 1852 také přestavbu tvrze v Žeranovicích na novogotický zámek.
S manželkou Marií Aloisií měl dva syny a dceru. Starší syn Karel František ze Seilernu (1852–1916) se též angažoval ve veřejném životě na Moravě (zemský poslanec) a zdědil Milotice, mladší Julius ze Seilernu (1858–1932) převzal statek Přílepy. Dcera Seraphine se stala řádovou sestrou.
Stěžejní rodový majetek ve Starém Jičíně prodali bratři krátce po otcově smrti v roce 1906 za půl miliónu korun hrabatům Deymům ze Stříteže.
Hrabě Karel Maxmilián ze Seilern-Aspangu zemřel v říjnu 1905 ve vile Zichy v Kalksburgu u Vídně. Pohřben byl do rodinného hrobu v obci Stetteldorf am Wagram v Dolních Rakousích.